# Charles Simon (dramaturge)
Pour les articles homonymes, voir Simon et Charles Simon.
Charles Eugène Suisse, né le 8 juillet 1850 dans l'ancien 1er arrondissement de Paris et mort le 31 mai 1910 à Paris 6e, dit Charles Simon, est un dramaturge et haut fonctionnaire français.

## Biographie
Charles Simon est le fils de Jules Simon, écrivain et homme d'État français, président du Conseil en 1876-77.
Lors de la Guerre franco-prussienne de 1870, il est sous-lieutenant dans un bataillon de marche de la Garde nationale, et prend part au combat de la redoute de Montretout. En 1875, il est nommé secrétaire-rédacteur au Sénat, puis chef du secrétariat du Sénat. En 1876, il est chef de cabinet de son père, alors ministre de l'intérieur et président du Conseil. Aux élections législatives du 14 octobre 1877, candidat à Castres, il est battu par le député monarchiste sortant.
Journaliste, il collabore en 1872 au journal d'Edmond About, le XIXe siècle, aux côtés notamment de Francisque Sarcey. En 1878, il crée à Lille avec son frère Gustave Simon le journal Le Petit Nord. Les deux frères fondent ensuite à Paris Le Petit Bleu de Paris, quotidien illustré actif au moment de l'affaire Dreyfus.
Lancé, dans les années 1890, dans l'écriture théâtrale, il écrit, en collaboration puis seul, plusieurs pièces, dont l'une, Zaza, créée en 1898 et interprétée par Réjane, remporte un vif succès.
Charles Simon fut secrétaire général du syndicat des auteurs et chevalier de la Légion d'honneur.

## Théâtre
- Trop heureuse !, comédie en 3 actes, d'Alfred Bonsergent[5] et Charles Simon, Rouen, Théâtre-Français, 8 décembre 1894 ; Éditions Calmann Lévy, 1894
- Irréguliers, comédie en trois actes d'Alfred Bonsergent et Charles Simon, théâtre de l'Odéon, 7 mai 1897 ; Éditions Calmann Lévy, 1897
- Zaza, pièce en 5 actes de Pierre Berton et Charles Simon, théâtre du Vaudeville, 12 mai 1898
- Doré Sœurs, comédie en 3 actes de Charles Simon, théâtre des Mathurins, 19 mars 1910
- Fine Mouche, opérette en 3 actes de Charles Simon[6],[7], musique d'André Colomb[8], théâtre Montparnasse, 24 mai 1924

## Publications
- Jules Simon, Premières années, publié par Gustave et Charles Simon, Paris, Éditions Flammarion, 1901 ; En ligne sur archive.org
- Jules Simon, Figures et Croquis, publié par Gustave et Charles Simon, Paris, Éditions Flammarion, 1909